# 绿色联盟 (瓦努阿图)
綠色聯盟（比斯拉馬語：Vanuatu Grin Konfederesen，法語：Confédération des Verts Vanuatu）是萬那杜一個主張綠色政治及聯邦主義的政黨。在2008年萬那杜大選中，該黨獲得了萬那杜議會52個席位中的2個，在2012年萬那杜大選中獲得3.5%的選票因而在萬那杜議會的席位增加到3個。莫阿納·卡凱塞斯是其中之一。不久之後，另外兩名萬那杜議會議員也加入綠色聯盟，使得綠色聯盟在萬那杜議會的席位增加到5個。